# Mikky Ekko
John Stephen Sudduth, conocido profesionalmente como Mikky Ekko, es un cantante y compositor estadounidense de Nashville. Coescribió y apareció en el sencillo de Rihanna de 2013 " Ekko lanzó su álbum de estudio debut, Time, en 2015 a través de RCA Records . Fame, su segundo álbum, fue lanzado en 2018 en Interscope Records.

## Primeros años
John Stephen Sudduth nació en Luisiana y es hijo de un predicador.  Finalmente se mudó a Nashville, Tennessee para seguir una carrera musical.Comenzó a trabajar como compositor para otros artistas, pero se dio cuenta de que quería ser cantante.

## Carrera

### 2008–12: Comienzos de su carrera
En 2009, Sudduth se asoció con el productor Tim Lauer y el ingeniero Dan Hansen para grabar una versión a capela de "Sedated", publicada bajo el nombre de Mikky Ekko.  Eso dio lugar a su primer EP, "Strange Fruit", que se publicó el 15 de febrero de 2009. En septiembre de 2009, realizó una gira con el grupo colectivo con base en Nashville Ten Out of Tenn.<ref>«Ten Out of Tenn regresa con nueva formación». American Songwriter. 20 de julio de 2009.</ref>
Lauer y Hansen colaboraron con Ekko para sus EP de 2010, "Reds" y "Blues".  "Who Are You, Really?", una de las pistas de Reds, llamó la atención del productor de hip hop experimental Clams Casino. Apareció en no menos de seis episodios de series de televisión (Teen Wolf, Ringer, Pretty Little Liars, True Blood, The Blacklist y Reign).  El video de "Feels Like the End", su segundo sencillo oficial, producido por Nick Ruth y Ekko, fue lanzado en YouTube el 25 de septiembre de 2012, con el lanzamiento digital el 25 de septiembre. "Pull Me Down", escrita y producida por Ekko y Casino, fue lanzada digitalmente el 30 de octubre de 2012. El video oficial fue subido a YouTube el 16 de noviembre de 2012.

### 2012–16: Breakthrough yTime
En noviembre de 2012, Ekko apareció en el séptimo álbum de estudio de la cantante Rihanna Unapologetic en la canción "Stay", que se convirtió en sencillo en 2013. La canción, escrita originalmente por Ekko y el compositor inglés Justin Parker, apareció en las listas de varios países, convirtiéndose en el primer material de Ekko en aparecer en las listas. Le dio a Ekko su primera entrada en la UK Singles Chart, ubicándose en el puesto número  cuatro, y en el Billboard Hot 100 estadounidense en tres. La canción se ubicó entre los cinco primeros en 19 países, incluidos Australia, Francia, Alemania, Irlanda, Nueva Zelanda y Suiza.  Ha vendido aproximadamente 10 millones de copias en todo el mundo, lo que lo convierte en su sencillo más vendido.  Ekko interpretó "Stay" junto con Rihanna por primera vez en los Premios Grammy 2013 el 10 de febrero de 2013. Mikael Wood de Los Angeles Times hizo una reseña positiva de la actuación y escribió que fue el momento más memorable de la noche.
Ekko publicó su  primer video musical oficial el 6 de febrero de 2013, para su tercer sencillo "Pull Me Down" a través de su cuenta de VEVO. "¿Quién eres realmente?"  apareció durante los créditos finales del estreno de la sexta temporada de "True Blood" de HBO el 16 de junio de 2013. Ekko estrenó el video de "Kids" a través de VEVO el 8 de julio de 2013. Fue lanzado a través de iTunes el 8 de septiembre de 2013. Ekko coescribió la canción "We Remain" para Los juegos del hambre: En llamas – Banda sonora original de la película, interpretada por Christina Aguilera.
El álbum debut de Ekko se tituló Time. En marzo de 2015, la canción "Smile" se usó en el tráiler del drama adolescente Paper Towns. "Watch Me Rise" se convirtió en el tema de apertura de la EFL Champions en Sky Sports. En abril de 2015, Ekko fue elegido como el Artista del Mes de Elvis Duran y apareció en el programa "Today (programa de televisión estadounidense)" de la NBC presentado por Kathy Lee Gifford y Hoda Kotb y transmitido a nivel nacional, donde interpretó en vivo "Smile".

### 2016-2018:Fama
En 2016, Ekko comenzó a trabajar en su próximo proyecto, titulado Fama.  Producido por Jay Joyce, el álbum fue grabado en Nashville. Paper Magazine estrenó la canción el 12 de octubre de 2017, describiéndola como "sintética retro". "Light the Way", una segunda canción, se lanzó el 20 de octubre de 2017.  2017. Fame fue lanzado el 2 de noviembre de 2018.

## Discografía

### Albums de estudio
| Título | Detalles del álbum                                                                        |
| ------ | ----------------------------------------------------------------------------------------- |
| Time   | - Lanzado: el 16 de enero del 2015 - Sello: RCA - Formatos: CD, Descarga digital          |
| Fame   | - Lanzado: el 2 de noviembre de 2018 - Sello: Interscope - Formatos: CD, descarga digital |

### Canciones extendidas
| Título        | Detalles                                                                                               |
| ------------- | --- |
| Strange Fruit | - Lanzado: El 15 de febrero de 2009 - Formato: Descarga digital - Sello: Catapult                      |
| Reds          | - Lanzado: 29 de junio de 2010 - Formato: Descarga digital - Sello: Colour and Sound Collective        |
| Blues         | - Lanzado: El 14 de diciembre de 2010 - Formato: Descarga digital - Sello: Colour and Sound Collective |
| Tracks        | - Lanzado: El 8 de febrero del 2013 - Formato: Descarga digital - Sello: RCA                           |
| Advance Copy  | - Lanzado: El 2 de marzo de 2018 - Formato: Descarga digital - Sello: Interscope                       |

### Sencillos

#### Como artista invitado
| Fecha | Título                 | Álbum  |
| ----- | ---------------------- | ------ |
| 2012  | "We Must Be Killers"   |        |
| 2012  | "Feels Like the End"   | Tracks |
| 2012  | "Pull Me Down"         | Tracks |
| 2013  | "Kids"                 |        |
| 2014  | "Smile"                | Time   |
| 2015  | "Watch Me Rise"        | Time   |
| 2017  | "Blood on the Surface" | Fame   |
| 2017  | "Light the Way"        | Fame   |
| 2018  | "Not the One"          | Fame   |
| 2018  | "Moment"               | Fame   |
| 2018  | "What's It Like Now"   | Fame   |

### Sencillos promocionales
| Fecha | Título           | Álbum |
| ----- | ---------------- | ----- |
| 2014  | "Mourning Doves" | Time  |
| 2014  | "Time"           | Time  |
| 2015  | "U"              | Time  |
| 2018  | "Cherish You"    | Fame  |

| Escritor | Productor                   | Hazaña o vocalista                      | Productor vocal                            |   |   |   |   |
| 2012     | "Paint It Red"              | Two Inch Punch                          |                                            | x |   | x |   |
| 2013     | "Stay"                      | Rihanna (feat Mikky Ekko)               | Unapologetic                               | x | x | x | x |
| 2013     | "We Remain"                 | Christina Aguilera                      | Hunger Games Catching Fire Soundtrack      | x |   |   |   |
| 2014     | "Stranger"                  | Chris Malinchak (feat Mikky Ekko)       |                                            | x |   | x |   |
| 2015     | "Don't Let Go"              | Giorgio Moroder (feat Mikky Ekko)       | Dejà vu                                    | x |   | x |   |
| 2015     | "Surf"                      | Vince Staples                           | Summertime '06                             | x | x |   |   |
| 2016     | "Be Somebody"               | Clams Casino (feat. A$AP Rocky & Lil B) | 32 Levels                                  | x |   |   |   |
| 2016     | "Into The Fire"             | Clams Casino (feat Mikky Ekko)          | 32 Levels                                  | x | x | x | x |
| 2016     | "Blast"                     | Clams Casino                            | 32 Levels                                  | x |   |   |   |
| 2016     | "Claim My Love"             | Jarryd James                            | High                                       | x | x |   |   |
| 2017     | "Sideline"                  | Niia                                    | I                                          | x |   |   |   |
| 2018     | "Break Me Down"             | Steve Angello                           | Human                                      | x |   | x |   |
| 2018     | "Black Tux, White Collar"   | A$AP Rocky                              | Testing                                    | x | x |   |   |
| 2018     | "Where We Start"            | Vance Joy                               | Nation of Two                              | x |   |   |   |
| 2019     | "Days in the East"          | Drake                                   | Care Package                               | x |   |   |   |
| 2019     | "Beyond the Pale"           | Cold War Kids                           | New Age Norms 1                            | x |   |   |   |
| 2020     | "Drown"                     | Martin Garrix (feat Clinton Kane)       | Sencillo que no forma parte de un álbum    | x |   |   |   |
| 2020     | "Promised Land"             | Future Utopia (feat Mikky Ekko)         | 12 Questions                               | x | x | x | x |
| 2020     | "Fear or Faith Pt 2"        | Future Utopia (feat Idris Elba)         | 12 Questions                               | x | x |   |   |
| 2020     | MMXX - III                  | Diplo (feat Mikky Ekko)                 | MMXX                                       | x | x | x | x |
| 2020     | MMXX - IX                   | Diplo (feat Mikky Ekko)                 | MMXX                                       | x | x | x | x |
| 2021     | "Breaks My Back"            | Meg Myers                               | Non-album single                           | x |   |   |   |
| 2021     | "Lovesick"                  | Maroon 5                                | Jordi                                      | x | x |   |   |
| 2022     | "Cry On Me"                 | Ella Henderson (feat Mikky Ekko)        | Everything I Didn't Say                    | x |   | x |   |
| 2022     | "Collider Particles"        | Madison Cunningham                      | Revealer (álbum)                           | x |   |   |   |
| 2022     | "Coast"                     | Hailee Steinfeld (feat Anderson Paak)   |                                            | x |   |   |   |
| 2022     | "Before We Panic"           | TOBi (feat Mikky Ekko)                  |                                            | x |   | x | x |
| 2023     | "Fire Sign"                 | TRY (feat Mikky Ekko)                   |                                            | x |   | x | x |
| 2023     | "Long Way To Go"            | Pink feat The Lumineers                 | Trustfall                                  | x |   |   |   |
| 2023     | "I Don't Wanna Be Like You" | Ruel                                    | 4th Wall                                   | x |   |   |   |
| 2023     | "Set Yourself On Fire"      | Ruel                                    | 4th Wall                                   | x |   |   |   |
| 2023     | "In Pieces"                 | Chloe Bailey                            | In Pieces                                  | x | x |   |   |
| 2023     | "The Hardest Part"          | Olivia Dean (feat Leon Bridges)         |                                            |   |   |   | x |
| 2023     | "How Do I Love Again"       | Rowan Drake                             | Dear Ella                                  | x |   |   |   |
| 2023     | "Lose Control"              | Teddy Swims                             | I've Tried Everything But Therapy (Pt 1)   | x |   |   |   |
| 2023     | "The Door"                  | Teddy Swims                             | I've Tried Everything But Therapy (Pt 1)   | x |   |   |   |
| 2023     | "Suitcase"                  | Teddy Swims                             | I've Tried Everything But Therapy (Pt 1)   | x |   |   |   |
| 2023     | "Bad Tattoo"                | Cannons                                 | Heartbeat Highway                          | x |   |   |   |
| 2023     | "Devastation"               | X Ambassadors w/ Pame                   |                                            | x |   |   |   |
| 2023     | "Set It On Fire"            | Jenny Owens Young                       | Avalanche                                  | x |   |   |   |
| 2023     | "Biting My Tongue"          | Duncan Laurence                         | Skyboy                                     | x |   |   |   |
| 2023     | "Growing Up Is Hard"        | Chelsea Cutler                          | Stellaria                                  | x |   |   |   |
| 2023     | "Drain Me"                  | Towa Bird                               |                                            | x |   |   | x |
| 2023     | "Looking For"               | Brenn!                                  |                                            | x |   |   |   |
| 2024     | "World Brand New"           | Bowen Young                             | Us                                         | x |   |   |   |
| 2024     | "Red Sky"                   | 21 Savage                               | American Dream                             | x |   | x | x |
| 2024     | "Spokane, Washington"       | Benjamin Francis Leftwich               | Some Things Break                          | x | x |   |   |
| 2024     | "Lesson Learned"            | Matt Hansen                             |                                            | x |   |   |   |
| 2024     | "Hammer To The Heart"       | Teddy Swims                             | I've Tried Everything But Therapy (Pt 1.5) | x |   |   |   |
| 2024     | "Love Hotel"                | leftovermax                             |                                            | x |   |   |   |
| 2024     | "Victory Garden"            | The Lone Bellow                         |                                            | x |   |   |   |
| 2024     | "To The Bone"               | Bowen Young                             | Us                                         | x | x |   |   |
| 2024     | "UFO"                       | Smith and Thell                         |                                            | x |   |   |   |
| 2024     | "Let Go"                    | Kygo (feat Sasha Sloan)                 | KYGO                                       | x |   |   |   |
| 2024     | "Blame"                     | Lucky Daye (feat Teddy Swims)           | Algorithm                                  | x |   |   |   |
| 2024     | "Funeral"                   | Teddy Swims                             |                                            | x |   |   |   |